# Beaufortia sparsa
Beaufortia sparsa är en myrtenväxtart som beskrevs av Robert Brown. Beaufortia sparsa ingår i släktet Beaufortia och familjen myrtenväxter. Inga underarter finns listade i Catalogue of Life.